# Douze (Fahrradhersteller)

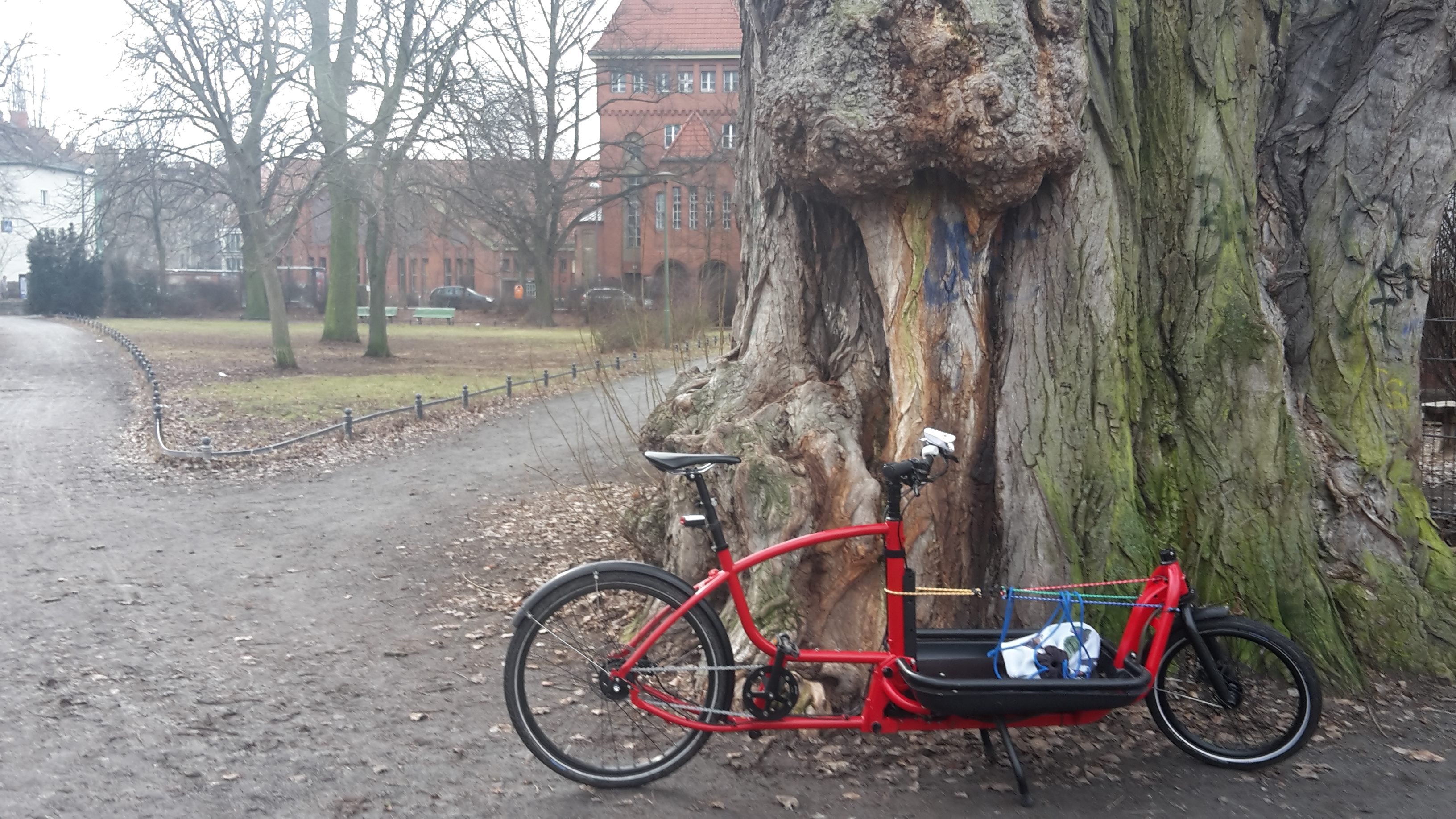
Rotes Douze Messenger mit mittelgroßer Ladefläche

Douze ist ein französisches Unternehmen, welches Lastenräder herstellt. Der Name Douze (frz. zwölf) ist auf die erste öffentliche Vorstellung des ersten Modells der Firma am 12. Dezember 2012 zurückzuführen.

## Modelle und Einsatzmöglichkeiten
Alle Modelle des Herstellers sind einspurig, d. h. sie fahren auf zwei Rädern und die Ladefläche befindet sich zwischen Vorderrad und Lenker. Lastenräder dieses Typs werden auch Long Johns genannt und wurden bereits in den 1920er Jahren genutzt. In den letzten Jahren erfahren Lastenräder dieses Typs ein Comeback, da sie sich besonders für längere Fahrten und eine zügigere und sportliche Fahrweise eignen. Die Firma bietet zwei Rahmenmodelle. Der Messenger hat ein geschwungenes Oberrohr, der Traveller einen tiefen Durchstieg.
Außerdem sind die Räder der V2-Reihe mittels eines speziellen Schnellverschlusses teilbar. Dies bietet Vorteile beim Transport, sollte das Rad z. B. im PKW transportiert werden aber auch bei der Lagerung, da es sich geteilt leichter in z. B. den Keller transportieren lässt und wenig Platz braucht. Zudem ist der vordere Teil des Fahrrads in drei verschieden großen Varianten erhältlich. Je nach Bedarf, kann also die Größe der Ladefläche angepasst werden. Der vordere Teil des Rahmens ist aus Aluminium gefertigt, der hintere aus Stahl gefertigt.
Die Lastenräder des Herstellers lassen sich über einen Konfigurator individuell zusammenstellen. Es sind verschiedene Gangschaltungen, E-Antriebe und Aufbauten für die Ladefläche möglich. Somit sind sehr vielfältige Einsatzmöglichkeiten für das Douze möglich. Die Räder werden z. B. als Transporträder von Handwerksbetrieben, Kurierdiensten und als Familienfahrzeuge eingesetzt. Dabei hat das Unternehmen, welches seine Räder weltweit vertreibt, seinen größten Absatzmarkt in Deutschland gefolgt von Frankreich. Douze richtet sich auch an eine sportliche Kundschaft, die tägliche Fahrten als eine Form des Trainings verstehen. Auch bei Cargobike-Rennen kommen Douze Fahrräder zum Einsatz.
Douze Lastenräder werden mittels einer Seilzuglenkung gelenkt, was es ermöglicht, das Vorderrad jeweils über 75 Grad nach rechts oder links einzuschlagen. Seilzuglenkungen erlauben dadurch einen kleineren Wendekreis als bei bis dahin üblichen Lenkungen mittels einer Lenkstange. Douze war nach eigenen Angaben der erste Hersteller, der diese Form der Lenkung 2012 auf den Markt brachte.